# Schlussstrichgesetz
Das Schlussstrichgesetz (span. Ley de Punto Final) war ein 1986 vom argentinischen Nationalkongress in Bezug auf die Militärdiktatur von 1976 bis 1983 erlassenes und 2003 aufgehobenes Gesetz, durch das eine Frist für die Eröffnung neuer Strafverfahren gegen die ehemaligen Mitglieder der Junta verfügt wurde.

## Hintergrund
Die Diktatur war geprägt durch den „Schmutzigen Krieg“ der Streitkräfte gegen Guerillagruppen und von ihr als „Subversive“ eingestufte Personen. Dabei wurden systematisch massive Gewalt, Folter, Entführungen und Liquidierungen von Gegnern der Regierung ohne Gerichtsverfahren ausgeübt. Bereits zu Beginn der Machtübernahme des Militärs hatte General Luciano Benjamín Menéndez angekündigt: „Wir werden 50.000 Menschen töten müssen. 25.000 Subversive, 20.000 Sympathisanten und wir werden 5.000 Fehler machen.“ Bei ihrem Vorgehen kooperierte die Regierung auch mit zahlreichen kriminellen Todesschwadronen, etwa der Alianza Anticomunista Argentina.

## Gesetzgebung

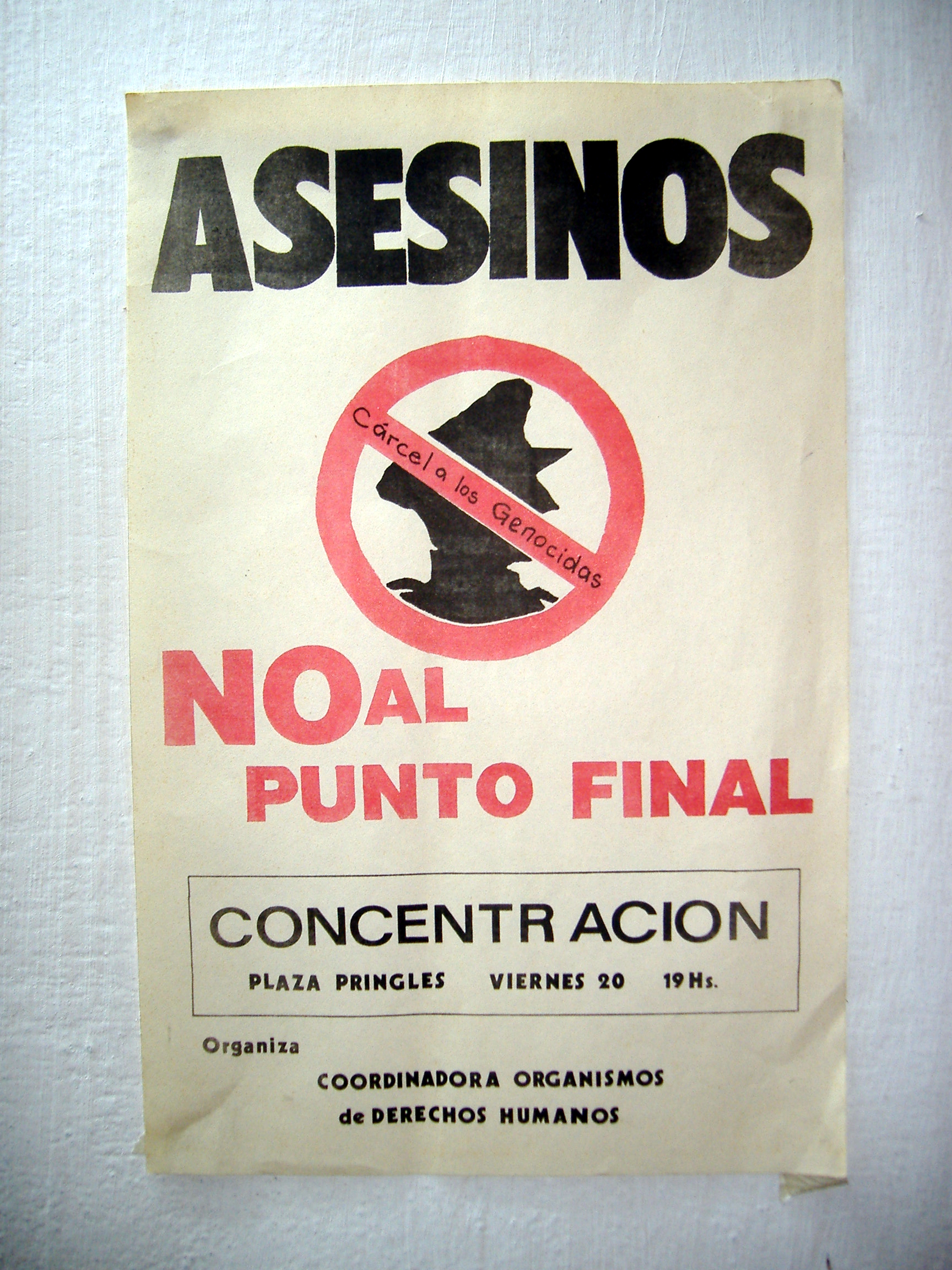
Protestplakat gegen das Schlussstrichgesetz

Nach dem Ende der Militärdiktatur begann unter Raúl Alfonsín die Aufarbeitung der Verbrechen der Militärjunta. Alfonsín war an einer Begrenzung der Strafverfolgung gelegen, um die Kooperation des Militärs bei der erneuten Demokratisierung Argentiniens zu sichern. Nachdem im Verfahren gegen die Juntas (span. Juicio a las Juntas) die höchste Führungsebene zur Verantwortung gezogen worden war, wurde daher am 24. Dezember 1986 nach nur dreiwöchigen Beratungen das Ley de Punto Final verabschiedet, das eine 60-tägige Frist zur Eröffnung neuer Verfahren vorsah. Das Vorhaben führte in Argentinien zu heftigen Protesten. Mehr als 50.000 Menschen demonstrierten vor dem Kongressgebäude, die 1983 eingesetzte Nationalkommission über das Verschwinden von Personen (CONADEP) widersprach dem Gesetz und Richter und Parteifunktionäre reichten Beschwerden ein. Einer der höchsten Richter des Landes, Guillermo Ledesma, der auch am Verfahren gegen die Junta teilgenommen hatte, trat zurück. Durch intensive Arbeit von Menschenrechtsgruppen und liberalen Gerichtshöfen wurden innerhalb der Frist dennoch tausende von Beschwerden eingereicht, am Ende der Frist standen 450 Offiziere unter Anklage. Die Unzufriedenheit des Militärs über diese zahlreichen Anklagen, die viele noch aktive Offiziere betrafen, führte an den Osterwochenenden 1987 zu Revolten. In der Folge legte Alfonsín das Gesetz über die Gehorsamspflicht vor, durch dessen Verabschiedung im Juli 1987 die meisten Angeklagten von der Strafverfolgung ausgenommen wurden.

### Aufhebung des Gesetzes und der Begnadigung beteiligter Verbrecher
Erst unter Präsident Néstor Kirchner wurde die Aufarbeitung der Verbrechen wieder ernsthaft begonnen. Das Schlussstrichgesetz und das Gesetz über die Gehorsamspflicht wurden 2003 vom argentinischen Kongress annulliert und im Juni 2005 vom Obersten Gerichtshof abschließend für verfassungswidrig erklärt. Auch durch Präsident Carlos Menem in den 1990er Jahren erfolgte Begnadigungen wurden aufgehoben und insgesamt zunächst gegen 580 Personen erneute Ermittlungen und Verfahren eingeleitet.